# NGC 2061
NGC 2061 je zvjezdana skupina u zviježđu Golubu. 

## Vanjske poveznice
- SEDS: NGC 2061